# Car Nicobar AFS
La Car Nicobar Air Force Station, (code IATA : CDB • code OACI : VOCX), est une base aéroportuaire des Force aérienne indienne située à Car Nicobar, en Inde.

La base existe depuis 1956 comme lieu de réapprovisionnement en carburant pour les avions de l'est du golf du Bengal. Elle accueille les Mi-17-1V et Mi-17V-5 de la 37e Wing.

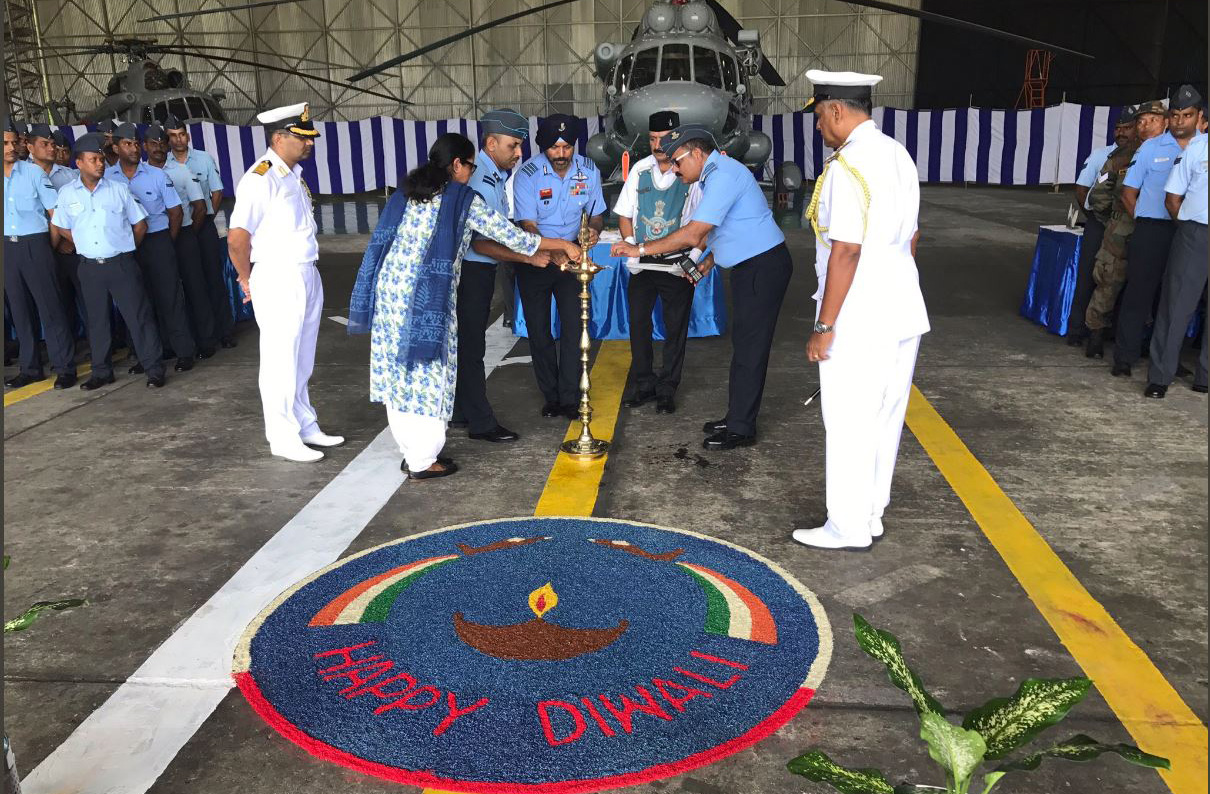
Nirmala Sitharaman celebrant Diwali en 2017 sur la base.

Un mémorial a été édifié en souvenir des membres du personnel de la bases morts lors du Séisme et tsunami de 2004 dans l'océan Indien.

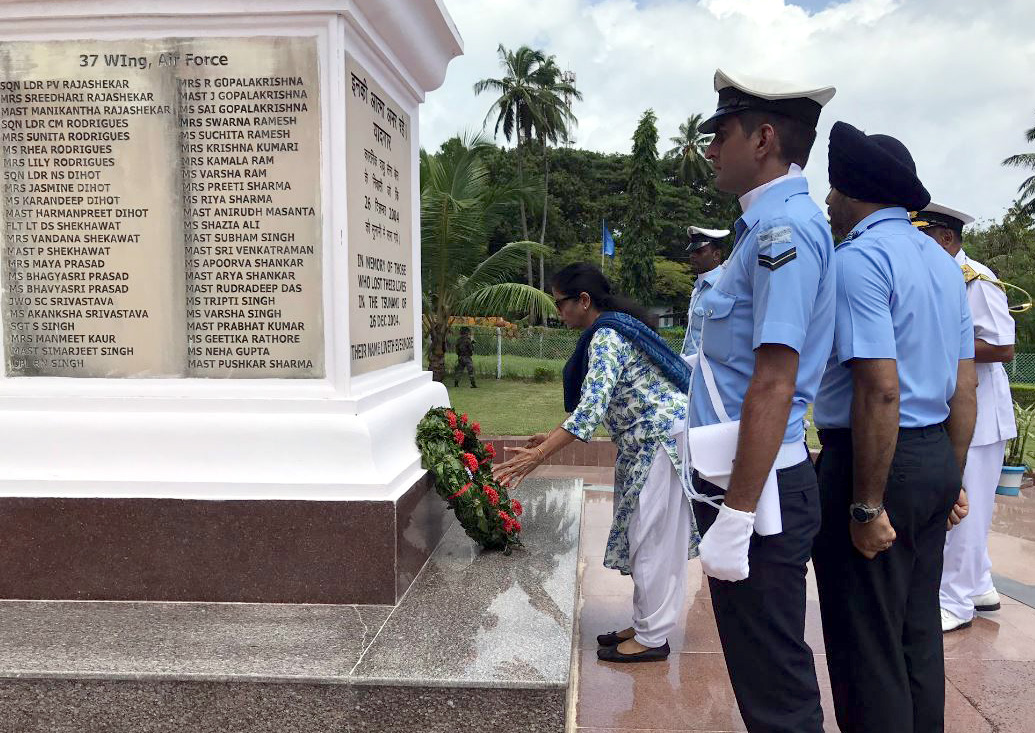
Car Nicobar mémorial.

## Situation
| \| 300 km1:23 714 000 \| Delhi Bombay Madras Bangalore Calcutta Hyderabad Cochin Ahmedabad Goa Pune Thiruvananthapuram Calicut Lucknow Guwahati Srinagar Jaipur Bhubaneswar Coimbatore Nagpur Indore Mangalore Visakhapatnam Patna Amritsar Chandigarh Tiruchirappalli Jammu Raipur Bénarès Agartala Port Blair Vadodara Imphal Bagdogra Madurai Bhopal Ranchi Aurangabad Udaipur Leh Tirupati Rajkot Jodhpur Dehradun Dibrugarh Silchar Gaya Cannanore Vijayawada Surate Durgapur Jamnagar Belagavi Hubli-Dharwad Khajurâho Nanded Aizawl Dimapur Agra Bathinda Gwalior Gorakhpur Hindon |
| 300 km1:23 714 000 |